# Photo CD
Photo CD — система, разработанная фирмой Kodak для перевода в цифровую форму и хранения фотографий на компакт-диске.
Диски Photo CD, разработанные в 1992 году, могли содержать около 100 высококачественных фотографий, используя специально разработанную систему сжатия изображений. Диски предназначены для просмотра фотографий на CD-проигрывателях и любом компьютере с подходящим программным обеспечением независимо от операционной системы. Также изображения могут быть распечатаны с помощью специализированных машин.
Система не получила большой популярности на массовом рынке из-за патентной защиты, быстрого снижения стоимости сканеров и нехватке приводов для компакт-дисков в большинстве домашних персональных компьютеров. При этом система Photo CD получила признание среди профессиональных фотографов из-за низкой цены и высокого качества изображений.
В настоящее время большинство проигрывателей CD и DVD способно воспроизводить изображения в формате jpeg и tiff, записанных непосредственно на диск.